# Kozubnik (szczyt)
Kozubnik lub Snoza – szczyt w Beskidzie Małym. Na mapie Geoportalu ma wysokość 562 m, na mapie Compassu 568 m. Znajduje się w północno-zachodnim grzbiecie Kiczory opadającym do rzeki Soła na jej odcinku między Jeziorem Międzybrodzkim a Jeziorem Czanieckim. W całości znajduje się na terenie wsi Porąbka. Północno-wschodnie stoki grzbietu Snozy opadają stromo do doliny potoku Wielka Puszcza i są porośnięte lasem, stoki południowo-zachodnie są znacznie mniej strome i opadają do doliny potoku Mała Puszcza. Płaski grzbiet i stoki południowo-zachodnie są bezleśne, zajęte przez pola i zabudowania należącego do Porąbki osiedla Kozubnik.
Na mapie Compassu szczyt ma nazwę Snoza. Nazwa Snoza lub Snozka jest często w Karpatach spotykana, zarówno w polskich, jak i słowackich. Prawdopodobnie jest pochodzenia wołoskiego i oznaczała kamieniste, górskie pola, lub nieużytki, czasami wykorzystywane jako pastwiska. Miejscowa ludność Snozą nazywa północny stok tego szczytu, sam szczyt nazywają „Groniem”. Według państwowego rejestru nazw geograficznych i bazującej na nim mapie Geoportalu jest to Kozubnik. Nazwa ta występuje również na niektórych innych mapach, ale miejscowej ludności jest nieznana.
Szczyt znajduje się w granicach wsi Porąbka w województwie śląskim, w powiecie bielskim, siedziba gminy Porąbka